# Abraham Van Helsing
Abraham Van Helsing izmišljeni je lik, jedan od glavnih junaka romana Brama Stokera Drakula iz 1897. godine. Nizozemac Van Helsing je znanstvenik, filozof, lovac na vampire i ostala čudovišta i najveći neprijatelj naslovnog negativca grofa Drakule.

## Drakula
U romanu Van Helsing poziva svojeg bivšeg učenika dr. Johna Sewarda kako bi mu pomogao oko misteriozne bolesti Lucy Westenre. Van Helsingovo prijateljstvo sa Sewardom dijelom se temelji na nepoznatom prethodnom događaju u kojemu je Van Helsing pretrpio tešku ozljedu te mu je Seward spasio život. Van Helsing je prvi koji shvaća da je Lucy žrtva vampira i predvodi doktora Sewarda i njegove prijatelje u njihovim naporima da spase Lucy. Ne uspijevaju, Lucy umire i postaje vampir. Van Helsing i Seward je ubiju probijanjem srca kolcem i odsijecanjem glave.
U romanu, u komentaru Leonarda Wolfa spominje se da je Van Helsing imao sina koji je preminuo. Van Helsing kaže da bi njegov sin, da je preživio, imao sličnu pojavu kao i drugi lik Arthur Holmwood. Dakle, Van Helsing je razvio posebnu sklonost za Holmwooda. Van Helsingova supruga je poludjela nakon smrti njihova sina, ali kao katolik, on se odbija razvesti od nje. 
Van Helsing jedan je od rijetkih likova u romanu potpuno fizički opisanih na jednom mjestu. U 14. poglavlju Mina ga opisuje na sljedeći način:
"Čovjek srednje težine, čvrsto građen, s ramenima postavljenima unatrag preko širokih i dubokih prsa i vrata dobro izbalansiranog na trupu kao i glave na vratu. Ravnoteža u glavu me udari po jednom kao pokazatelj misli i snage. Glava je plemenita, dobre veličine, široka i velika iza ušiju. Lice, svježe obrijano, pokazuje trag brade, velika, odlučna, mobilna usta, nos dobre veličine..."